# Radiobiología

Espectro electromagnético en diagrama que ilustra que la radiación ionizante aparece en frecuencias superiores a Hz.

La radiobiología es la ciencia que estudia los efectos que se producen en los seres vivos tras la exposición a energía procedente de las radiaciones ionizantes.
Dos grandes razones que han impulsado la investigación de los efectos biológicos de las radiaciones ionizantes sobre la materia viva son la protección radiológica, para poder utilizarlas de forma segura en aplicaciones médicas o industriales que las requieran, y la radioterapia donde las radiaciones ionizantes se utilizan principalmente para el tratamiento de neoplasias buscando preservar al máximo los órganos críticos (tejido sano).

## Características de los efectos biológicos de las radiaciones ionizantes
1. Aleatoriedad: La interacción de la radiación con las células es una función de probabilidad y tiene lugar al azar. Un fotón o partícula puede alcanzar a una célula o a otra, dañarla o no y, de dañarla, puede afectarla en el núcleo o en el citoplasma.
2. Rápido depósito de energía: El depósito de energía a la célula ocurre en un tiempo muy corto, en fracciones de millonésimas de segundo.
3. No selectividad: La radiación no muestra predilección por ninguna parte o biomolécula, es decir, la interacción no es selectiva.
4. Inespecificidad lesiva: Las lesiones de las radiaciones ionizantes son siempre inespecíficas o lo que es lo mismo esas lesiones pueden ser producidas por otras causas físicas.
5. Latencia: Las alteraciones biológicas en una célula que resultan por la radiación no son inmediatas, tardan tiempo en hacerse visibles a esto se le llama "tiempo de latencia" y puede ser desde unos pocos minutos o muchos años, dependiendo de la dosis y tiempo de exposición.

## Tipos de efectos de la radiación sobre los seres vivos
Los efectos de las radiaciones ionizantes sobre los seres vivos se pueden clasificar desde distintos puntos de vista: 

### Según el tiempo de aparición
- Precoces: Aparecen en minutos u horas después de haberse expuesto a la radiación, por ejemplo eritema cutáneo, náuseas.
- Tardíos: Aparecen meses u años después de la exposición, por ejemplo cáncer radioinducido, radiodermitis crónica, mutaciones genéticas.

### Desde el punto de vista biológico
- Efectos somáticos: Sólo se manifiestan en el individuo que ha sido sometido a la exposición de radiaciones ionizantes por ejemplo el eritema.
- Efecto hereditario: No se manifiestan en el individuo que ha sido expuesto a la radiación, sino en su descendencia, ya que lesionan las células germinales del individuo expuesto, por ejemplo las mutaciones que afectan a células germinales (espermatozoides y óvulos). Vale aclarar que tales efectos solo se han verificado en insectos y ratones y no en seres humanos, por ahora.

### Dependientes de la dosis
- Efecto estocástico: Son efectos absolutamente aleatorios, probabilísticos; pudiendo aparecer tras la exposición a pequeñas dosis de radiación ionizante. No necesitan una dosis umbral determinada para producirse; si bien al aumentar la dosis aumenta la probabilidad de aparición de estos efectos, que suelen ser de tipo tardío.
Los efectos estocásticos son el cáncer radioinducido, las mutaciones genéticas y los "efectos estocásticos no cancerígenos",[2] descubiertos recientemente, por ejemplo, daños pulmonares no cancerígenos de aparición tardía.[3]
- Efecto no estocástico: Se necesita una dosis umbral para producirlos, por debajo de la cual, la probabilidad de aparición de los mismos es muy baja. Suelen ser efectos precoces, por ejemplo el eritema cutáneo.

## Etapas de la acción biológica de la radiación
Los efectos, de distinto orden, de las radiaciones ionizantes sobre la materia viva son el resultado final de las interacciones físicas (ionización y excitación) de los fotones o partículas con los átomos que la componen. 
Los efectos de la radiación sobre los seres vivos pasan por sucesivas etapas que se ordenan aquí según su escala de tiempo, de menor a mayor.

### Etapa Física
Es una respuesta inmediata que ocurre entre billonésimas y millonésimas de segundo. En esta etapa se produce la interacción de los electrones corticales con los fotones o partículas que constituyen el haz de radiación. Los electrones secundarios originados en la interacción, excitan e ionizan a otros átomos provocando una cascada de ionizaciones. Se estima que un Gray de dosis absorbida produce 100.000 ionizaciones en un volumen de 10 micras cúbicas. 
- La acción directa de la radiación es consecuencia de ionizaciones que se producen en los átomos que forman la molécula del ADN, fenómeno dominante en radiaciones con alta transferencia lineal de energía (LET) como las partículas alfa, beta y protones, que inciden directamente sobre los átomos de las moléculas.
- La acción indirecta de la radiación es la interacción del haz de radiación con otros átomos y moléculas de la célula como el agua, produciéndose radicales libres que al difundir hasta la molécula de ADN, la dañan de manera indirecta.

### Etapa Química
Esta etapa es de un orden ligeramente mayor estando en una escala de entre una millonésima de segundo y un segundo. Es el proceso de la interacción de los radicales libres resultantes de la radiólisis del agua, que originan una serie de reacciones químicas con moléculas de solutos presentes en el medio irradiado y que producirán la inducción de un cierto grado de lesión biológica. 
Cuando las radiaciones interaccionan con la materia viva se producen fenómenos fisicoquímicos, pues la ionización y excitación suponen un incremento de energía para las moléculas, lo que compromete su estabilidad; dependiendo de la importancia de la molécula afectada, la lesión biológica será más o menos importante.

#### Radiólisis del agua
Los efectos biológicos derivan, en gran parte, de la acción de las radiaciones sobre el agua debida, por un lado, a la elevada presencia de las moléculas de agua en los seres vivos y por otro, al hecho de ejercer como disolvente de otras moléculas cuando tienen lugar importantes reacciones químicas. Aunque la acción de las radiaciones sobre el agua o radiólisis del agua es una suma de procesos complejos, se puede simplificar resumiéndose en dos casos:
La descomposición molecular del agua y la formación de radicales libres.
En primer lugar, la radiación incidente sobre las moléculas de agua puede ionizarlas de tal manera que deja un ion H2O+ y un electrón libres. A este electrón se le llama electrón acuoso pues es muy lento ya que casi toda la energía se ha invertido en arrancarlo de la molécula. El ion H2O+ es muy inestable y rápidamente se descompone en un H+ y en un radical OH·. El electrón acuoso puede reaccionar con otras moléculas orgánicas o con una segunda molécula de agua produciendo radicales H· e iones hidroxilo OH-. Los radicales H· y OH· son moléculas neutras con gran reactividad química pues tienen un electrón desparejado que con muy poco esfuerzo tenderá a crear enlaces y robar así átomos a otras moléculas que en el peor de los casos podrían ser biomoléculas funcionales tales como proteínas o nucleótidos.
Los iones hidroxilo y los protones libres al ser partículas con cargas opuestas no son peligrosos pues tenderán a atraerse neutralizándose y formando de nuevo agua. Pero las moléculas radicales neutras sí son peligrosas pues quedarán a la deriva por la célula hasta afectar alguna molécula de importancia biológica.
Existe también la posibilidad más directa de formar los radicales libres con la sola excitación inducida a partir de la radiación de una molécula de agua. Los fenómenos que se producen al excitarse la molécula de agua, no son bien conocidos, pero teóricamente es posible la disociación de esta en radicales H· y OH·. De una manera u otra se forman radicales que no poseen electrones apareados, lo que los hace altamente reactivos, bien como agentes oxidantes o reductores.
Los radicales se distribuyen de forma heterogénea a lo largo de la trayectoria de radiación, dependiendo de la transferencia lineal de energía de radiación. Una buena parte de ellos se pierden en reacciones neutralizadoras combinándose de la siguiente forma.
Pero otros se propagan pudiendo llegar en última instancia a atacar las cadenas de ADN si estos han sido generados en el núcleo celular.

#### Efecto oxígeno
El oxígeno es un potente radiosensibilizante, es decir, aumenta el efecto de la irradiación. Cuando la TLE (LET en inglés) es baja, es necesario en ausencia de oxígeno (anoxia) multiplicar la dosis por un factor de 2,5 a 3 para obtener el mismo efecto que en presencia de oxígeno. Se llama OER (del inglés Oxigen Enhancement Ratio) o razón de aumento de oxígeno, al número de dosis necesaria para obtener el mismo efecto según condiciones de anoxia o de oxigenación normal. El oxígeno, al combinarse con los radicales libres, produce un aumento de la vida media de éstos y la fijación del daño radioinducido.

#### Moléculas donadores de H
Las moléculas donadores de H, como las que contienen grupo sulfhidrilo (-SH), pueden neutralizar los radicales libres, teniendo un papel protector, ya que se ha demostrado que el aumento o disminución en los niveles intracelulares de grupos -SH, origina cambios paralelos en la supervivencia celular.
Actualmente se está probando el uso de ácido hialurónico con buenos resultados.

### Etapa biológica
La etapa biológica se inicia con la activación de reacciones enzimáticas para reparar el daño producido por las radiaciones.

Algunas de estas lesiones serán reparadas y no influyen en la viabilidad celular y otras no serán reparadas con lo que se producirá la muerte celular en interfase, mitosis o incluso después de varias divisiones celulares tras la exposición a la radiación. Las consecuencias biológicas de la irradiación celular se manifiestan mucho tiempo después como:
1. La respuesta de los tumores a la radioterapia.
2. Los efectos secundarios agudos y tardíos asociados a la radioterapia.
3. Desarrollo de neoplasias radioinducidas a largo plazo por mutaciones en células somáticas.
4. Desarrollo, detectado solo en animales, de malformaciones genéticas en la descendencia por mutaciones en células germinales.

## Lesiones radioinducidas y radiosensibilidad
Las interacciones de las radiaciones ionizantes pueden traducirse en alteraciones en la bioquímica celular, cadenas de hidratos de carbono, cambios estructurales en las proteínas, modificaciones en la actividad enzimática, que a su vez repercuten en alteraciones de la membrana celular, las mitocondrias y los demás orgánulos de la célula. Pero en donde más estudios se han realizado, es en las acciones de la radiación sobre los elementos del núcleo celular, sobre el ADN. 

### Tipo de lesiones radioinducidas
- Lesión letal: Es irreversible e irreparable, que conduce necesariamente a la muerte de la célula.
- Lesión subletal: En circunstancias normales puede ser reparada en las horas siguientes a la irradiación, salvo que la inducción de nuevas lesiones subletales por sucesivas fracciones de la dosis determine letalidad.
- Lesión potencialmente letal: Es una lesión particular que está influida por las condiciones ambientales del tejido irradiado durante y después de la irradiación.

El número de lesiones inducidas por radiación es mucho mayor que el que ocasionalmente provoca la muerte de las células. La dosis letal media (D0) es la dosis de radiación que origina aproximadamente una lesión letal por célula y que destruirá al 63% de éstas, siendo aún viables el 37% restante. El valor de dosis letal media en células epiteliales humanas bien oxigenadas es de aproximadamente 3 Gy. El número de lesiones que se detectan en el ADN inmediatamente después de irradiar a una dosis "D0" ha sido estimado en:
- Daño de bases: > 1000.
- Roturas simples de cadena: Alrededor de 1000.
- Roturas dobles de cadena: Alrededor de 40.

### Lesiones radioinducidas en la molécula de ADN
El daño producido en el ADN por las radiaciones ionizantes es crítico para la muerte celular radioinducida. Existen múltiples pruebas que demuestran esta hipótesis como son:
1. La dosis requerida para producir muerte celular es mucho mayor para el citoplasma que para el núcleo celular, donde se encuentra el ADN.
2. El I125 y el H3 incorporado al ADN produce muerte celular.
3. Las aberraciones cromosómicas radioinducidas son letales para las células.
4. Las bases nitrogenadas alteradas producen radiosensibilización, como el 5-Fluoracilo.
5. Las células con más cromosomas (aneuploides (tumorales)>diploides>haploides), es decir con más cantidad de ADN son más radioresistentes.

La lesión del ADN es de vital importancia en radioterapia para combatir las células tumorales.
La radiación produce distinto tipo de lesiones en el ADN entre las que destacan:
- Rotura simple de cadena: Se produce en el enlace fosfodiéster, entre el fosfato y la desoxirribosa, o más frecuentemente entre la base nitrogenada y la pentosa. Es la lesión más abundante tras la radiación, produciéndose entre 500 y 1000 roturas simples de cadena (rsc) por Gray (Gy). Ocurre de tres a cuatro veces más frecuente en las células humanas bien oxigenadas que en las hipóxicas, y se pueden originar en una sola hebra o en las dos del ADN. Tras la rotura del enlace fosfodiester las dos cadenas de ADN se separan con penetración de moléculas de agua en esa zona, rompiéndose los puentes de hidrógeno entre las bases. A la rotura simple de cadena también se le llama lesión subletal, porque no existe relación alguna con la muerte celular.

- Rotura doble de cadena: Es una lesión compleja que se produce como consecuencia de la rotura de las dos hebras del ADN en sitios muy próximos tras la interacción única o por combinación de dos roturas simples de cadenas complementarias, cuando una segunda partícula o fotón choca en la misma región del ADN antes de que la primera rotura simple haya tenido tiempo de ser reparada. La rotura doble es homóloga cuando ocurre al mismo nivel de pares de bases y heteróloga en caso contrario, siendo éstas más frecuentes. Cada Gy de radiación ocasiona unas 40 roturas dobles de cadena por célula, aunque puede esperarse una gran variabilidad. A la rdc se le llama también lesión letal, porque existe una estrecha relación con la muerte celular.
- Lesión en las bases nitrogenadas: Consiste en la pérdida de una o más bases, la modificación química de alguna de ellas y la ligadura entre dos bases contiguas, formando dímeros. La mayor parte de estos tipos de lesión, de frecuencia elevada, entre 800 y 1000 por Gy, afectan a la timina. La radiosensibilidad, en orden decreciente de las bases, vendría dada por la secuencia Timina>Citosina>Adenina>Guanina. Son por otra parte lesiones susceptibles de reparación, proceso que cuando no transcurre correctamente puede provocar el desarrollo de una mutación puntual.
- Entrecruzamiento del ADN y las proteínas: Es una lesión frecuente en la radiación que se produce unas 150 veces en la célula por Gray. Se localiza sobre todo en regiones activas del ADN desde el punto de vista de la replicación o transcripción.
- Daño múltiple localizado: Se origina con la formación de racimos de ionizaciones de cierto tamaño en la proximidad de la molécula del ADN. Combina una o más roturas dobles de cadena, con un número variable de roturas simples de cadena, lesiones de bases y azúcar, difíciles de reparar y que conduce a la muerte celular radioinducida.

### Radiosensibilidad
La radiosensibilidad es la magnitud de respuesta de las estructuras biológicas, provocada por las radiaciones ionizantes. Un elemento biológico es más sensible cuanto mayor es su respuesta a una dosis determinada de radiación. El elemento biológico es más radiosensible cuando necesita menos dosis de radiación para alcanzar un efecto determinado. El concepto opuesto a radiosensibilidad, es radioresistencia. No existe célula ni tejido normal o patológico radioresistente de forma absoluta; pues si se aumenta ilimitadamente la dosis, siempre se puede alcanzar su destrucción. Administrando dosis mínimas en órganos o tejidos, se observaran diferentes grados de alteraciones morfológicas o funcionales, según las líneas celulares de que se trate. 

#### Escala de radiosensibilidad
Las células presentan diferente grado de sensibilidad a la radiación, según la estirpe o línea celular. Tomando como punto de referencia, la muerte celular, pueden clasificarse en cinco grupos de mayor a menor sensibilidad:
1. Muy radiosensibles: leucocitos, eritroblastos, espermatogonias.
2. Relativamente radiosensibles: mielocitos, células de las criptas intestinales, células basales de la epidermis.
3. Sensibilidad intermedia: células endoteliales, células de las glándulas gástricas, osteoblastos, condroblastos, espermatocitos, etc.
4. Relativamente radioresistentes: granulocitos, osteocitos, espermatozoides, eritrocitos.
5. Muy radioresistentes: fibrocitos, condrocitos, células musculares y nerviosas.

#### Leyes de radiosensibilidad
La radiosensibilidad celular está regida por una serie de determinantes que han sido estudiados y aplicados a todas las células del organismo, enunciándose unas leyes biológicas, que conceden mucha importancia a la actividad mitótica, siendo las más importantes: 
- Ley de Bergonié y Tribondeau: Está basada en la observación de irradiaciones sobre células testiculares, y en función de la actividad mitótica y diferenciación celular, se establecen los siguientes puntos:

1. Una célula es tanto más radiosensible, cuanto mayor es su actividad reproductiva.
2. Una célula es tanto más radiosensible, cuanto más largo sea su porvenir de división, es decir, cuantas más divisiones deba cumplir en el futuro.
3. Una célula es tanto más radiosensible, cuanto menos diferenciadas estén desarrolladas sus funciones.

- Ley de Ancel y Vitemberg: La sensibilidad de toda célula que ha de experimentar lesiones por radiación es la misma, pero el tiempo que tardan en aparecer las lesiones inducidas, varía según los distintos tipos de células. Los factores que influyen en el tiempo que tardan en aparecer las lesiones radioinducidas son:

1. El estrés biológico que actúa sobre la célula. La actividad reproductiva representa un estrés biológico considerable.
2. Las condiciones en que se encuentra la célula en el periodo de pre y post radiación.
3. Ciclo celular: la situación de la célula en el momento en que se produce la irradiación, es un factor biológico que influye notablemente en la radiosensibilidad, así las células durante la fase de mitosis son más radiosensibles que durante la fase de síntesis.
4. Radiosensibilidad hística: aunque la radiosensibilidad de un tejido es similar a la de las células que lo forman, no es una expresión directa de la misma, a lo que contribuyen varios factores. Un tejido u órgano está formado por dos componentes: el parénquina (compartimento que contiene las células características del tejido en cuestión) y el formado por tejido conjuntivo y vasos (mesénquima). Los dos tienen distinta radiosensibilidad. La complejidad del funcionamiento de un tejido, implica que en todo momento, coexisten en él, células en actividad mitótica, en reproducción y con buena o mala oxigenación.

### Procesos que determinan la radiosensibilidad
Tras irradiación ocurren distintos procesos que pueden afectar a la viabilidad celular, a su funcionalidad o a la aparición de mutaciones que son: inducción del daño, procesamiento y manifestación del daño.
La radiosensibilidad es la forma en la que se manifiesta la acción biológica producida por la radiación sobre una determinada población celular o tejido. Datos experimentales demuestran que :
1. El daño inicial sobre una célula por unidad de dosis es variable y dependiente intrínsecamente de dicha célula.
2. Células de distintos tipos muestran diferente capacidad y eficacia en el proceso de reparación de las lesiones radioinducidas.
3. Distintas células pueden tolerar niveles desiguales de daño residual.

#### Inducción: Daño inicial
El daño inicial es el que se produce en la molécula de ADN inmediatamente después de la irradiación y debe ser medido antes de que los sistemas de reparación celulares puedan actuar. Para poder cuantificar experimentalmente este daño, las células se irradian a 4 grados centígrados, temperatura a la que los mecanismos de reparación del ADN están inhibidos. El daño inicial se expresa como el número de lesiones producidas por unidad de dosis. Los modificadores del daño inicial son:
- El efecto oxígeno.
- La presencia de moléculas donadores de H.
- Fase del ciclo celular.

#### Procesamiento: Reparación del ADN
La reparación del ADN es el mecanismo celular que restablece la secuencia del ADN a su estado original previo a la inducción de lesiones provocadas por la radiación. Las células humanas poseen una importante capacidad para reparar el daño producido en su ADN, que varían en velocidad, capacidad y fidelidad y por ello se explica las diferencias de radiosensibilidad en las distintas poblaciones celulares.
Existen diferentes mecanismos en células humanas para la reparación de las lesiones radioinducidas en el ADN como son:
- Reparación de bases dañadas: Se realiza a través de la escisión de bases y escisión de nucleótidos.

1. Escisión de bases: Una vez que se reconoce la base nitrogenada dañada, una glicosidasa específica, elimina la base dañada, una endonucleasa reconoce el hueco producido y con ayuda de una fosfodiesterasa corta el enlace fosfodiester. Posteriormente la ADN polimerasa añade el nucleótido que falta y la ADN ligasa sella la rotura de la hélice.
2. Escisión de nucleótidos: Se pone en marcha cuando la lesión radioinducida origina dímeros de pirimidina (T-T, C-T y C-C). Cuando se reconoce el dímero, una glicosidasa corta la hebra de ADN dañada a ambos lados de la lesión, a continuacón una helicasa elimina un fragmento con aproximadamente 12 nucleótidos entre los que se encuentran los que están dañados. Posteriormente, estos nucleótidos son nuevamente sintetizados por una polimerasa que utiliza la hebra complementaria intacta de molde. Finalmente una ligasa sella la unión

- Reparación de roturas simples de cadena: Utiliza el mecanismo de escisión de bases. La reparación de roturas simples de cadena es un proceso rápido, ya que el 50% de las mismas se reparan en aproximadamente 15 minutos. Uno de los genes implicados en este tipo de reparación es el que codifica la enzima nuclear PARP-1 que reconoce las roturas simples de cadena.
- Reparación de roturas dobles de cadena: En este caso no existe una cadena intacta de ADN para ser utilizada de molde en el proceso de reparación. Las cadenas con rotura doble son reagrupadas entre 4 y 6 horas por la gran complejidad del proceso que casi siempre conduce a errores o mutaciones que conducen a la muerte celular, aunque existen células que soportan el daño, como las tumorales. Existen dos mecanismos de reparación que son:

1. Reparación por recombinación de cromosomas homólogos: Están implicados al menos 5 genes: Ku 70, ku 80, DNA-PCKcx, ligasa IV, Xrcc4. Además existen otras dos proteínas como la ATM y la ATR que se activan al unirse a los extremos rotos del ADN originados por roturas dobles de cadena y comienzan la reparación. Algunas de estas proteínas intervienen en la interrupción del ciclo celular para que la célula tenga tiempo de reparar la lesión o inducir la apoptosis. También está involucrada el gen BCRA1 y BCRA2.
2. Reparación por unión de extremos no homólogos: Requiere un locus recíproco en la cromátida hermana o secuencias de ADN que posean gran homología con aquella que ha sido dañada. Se activa cuando la lesión originada conlleva pérdida de material genético. Es un mecanismo de reparación minoritario, dada la baja posibilidad de encontrar el locus recíproco dentro del genoma completo de la célula.

- Enfermedades humanas por trastornos en la reparación de ADN:

1. Xeroderma pigmentosum.
2. Ataxia-telangiectasia.
3. Anemia de Fanconi.
4. Cáncer de mama hereditario por BRCA1/BRCA2.
5. Síndrome de Nimega.

- Alteraciones en los mecanismos de reparación de ADN como marcador:

1. Marcador de riesgo de enfermedad neoplásica: La protein-quinasa dependiente de ADN (DNA-PK) es un marcador de cáncer de pulmón.
2. Marcador de respuesta al tratamiento: La proteína ATM se activa inmediatamente tras exposición de las células a la radiación ionizante. Si se inhibe selectivamente en las células tumorales, las hace más sensibles a la radiación que las células normales. La inhibición de la PARP-1 también potencia la muerte celular por radiación.

## Radiobiología y radioterapia
Aunque la radiación lesiona y puede destruir tanto a las células cancerosas como a las normales, estas últimas pueden repararse y recuperar su funcionamiento adecuado.
Los principales mecanismos radiobiológicos de respuesta de los tumores a la irradiación se describen habitualmente como «las 5 R de la Radioterapia» que son:
- RADIOSENSIBILIDAD INTRÍNSECA: Es la sensibilidad innata o propia de las células a la irradiación.
- REOXIGENACIÓN: Tras cada sesión de radiación existen células hipóxicas que al final del tratamiento estarán oxigenadas y serán radiosensibles.
- REDISTRIBUCIÓN: Tras una fracción de radiación, se sitúan más células en fase G2 y M del ciclo celular, siendo más radiosensibles ante las siguientes fracciones.
- REPARACIÓN DEL DAÑO SUBLETAL (RDSL): Es mayor en tejidos sanos, por lo que se protege al tejido normal con un régimen de fraccionamiento que permita esta reparación entre dos sesiones de radiación, que debe ser entre seis y ocho horas.
- REPOBLACIÓN ACELERADA: Es el aumento del número de divisiones celulares como mecanismo de compensación, siendo más importante en los tejidos y tumores de duplicación rápida o con tiempo de duplicación pequeños.